# Vishnu
Vishnu er en form af gud i den hinduistiske verden. Han er det andet aspekt af gud i Trimurti-troen.
Han er kendt som opretholderen, og er mest kendt for sine avatarer Krishna og Rama. Et andet vigtigt aspekt af Vishnu er Narayana. Vishnu er gift med gudinden Lakshmi. Vishnu er sammen med Shiva hinduernes mest tilbedte guder. Brahma mistede populariteten efter at have skabt Indien, for Brahmas mission var at skabe Indien, og det er gjort. Men Vishnu og Shiva er noget som altid vil forblive på jorden: Sygdomme og død. 

## Rama og Krishna
Vishnu brugte de to skikkelser Rama og Krishna til besøg på jorden. Ved at være de to skikkelser, kunne han redde jorden fra forskellige sygdomme eller andet, præcis som Jesus hjalp med at helbrede folk. 